# Призрак Оперы (фильм, 1925)
«При́зрак О́перы» (англ. The Phantom of the Opera, 1925) — немой фильм ужасов, снятый по одноимённому роману Гастона Леру. Лента находится в общественном достоянии в США и внесена в Национальный реестр фильмов.

## Сюжет
Ужас витает над зданием парижской Оперы. Местный осветитель найден мёртвым; огромная люстра падает прямо на битком набитый зрительный зал; по непонятным причинам сменяется дирекция театра. Во время гала-премьеры одной из опер местная примадонна теряет голос. Неизвестная певица Кристина (Мэри Филбин) заменяет примадонну и показывает свой великолепный талант. Виконт Рауль де Шаньи (Норман Керри) влюбляется в Кристину, но получает отказ: девушка хочет посвятить себя карьере певицы. Её преследует таинственный голос, который, кажется, исходит из-за стены, к которой придвинут её шкаф. «Призрак музыки» призывает Кристину встретиться в его «подземелье», и действительно, спустившись в катакомбы, она встречает человека, лицо которого скрыто под маской. Можно видеть только его глубоко посаженные глаза и большие зубы. Призрак (Лон Чейни), требует от Кристины прекратить встречи с любовником. Он же будет заботиться о её карьере, а если надо, то и помогать.
Во время бала-маскарада Призрак появляется в маске «Красной смерти» (этот момент был снят в цвете). Кристина и Рауль уединяются, считая, что их никто не видит, но их все же подслушивает Призрак. Вскоре Кристина исчезает. Призрак увел её в свои подземелья. Дирекция не знает, что делать. К тому же из писем с угрозами администрация узнает, что Призрак Оперы (так подписываются письма) хочет присвоить себе всю Оперу, включая все комнаты, коридоры и закоулки.
В своём «плену» Кристина начинает испытывать к Призраку сочувствие. Они знакомятся. Когда Эрик (именно так зовут Призрака) играет пьесу на органе, Кристина срывает с него маску, под которой она видит ужасное лицо. Её испуг имеет катастрофические последствия: Эрик вынуждает её разделить с ним участь, а именно — навсегда остаться в подземелье.
Рауль и полицейский (Перс), которые ищут Кристину, спускаются в катакомбы и попадают в ловушку Эрика, но приближающаяся толпа заставляет его бежать. Рауль, полицейский и Кристина спасены.
После дикой охоты по всему Парижу Эрик оказывается рядом со своими катакомбами. Путь ему преграждает толпа. Эрик поднимает вверх руку. Толпа, не зная, что у него в кулаке, отшатывается назад. С жестом, полным насмешки, он разжимает пустой кулак и ужасно улыбается. Его убивают, сбросив в реку.

## В ролях
- Лон Чейни — Эрик, Призрак[1]
- Мэри Филбин — Кристина[1]
- Норман Керри — Рауль, виконт де Шаньи[1]
- Артур Эдмунд Кэрью — Леду[1]
- Гибсон Гоуленд — Симон Бюке[1]
- Рут Клиффорд — балерина (в титрах не указана)[1]
- Джон Мильян — Валентин (в титрах не указан)

## Съёмки
Карл Лэммле купил право на экранизацию лично у Гастона Леру после знакомства с ним в 1922 году.
В общей сложности фильм переснимали дважды — оригинальная версия снятая Рупертом Джулианом была забракована из-за постоянных разногласий со съемочной группой и самим Чейни. Вторая версия фильма была снята Эдвардом Седжвиком и была переработана в более мелодраматическом и даже комедийном ключе (была расширена линия с участием трусливого монтажера сцены, которого играл Честер Конклин, и служанки Кристины в исполнении Волы Вайл). Однако после того, как её освистала публика на тестовом просмотре, эту версию тоже забраковали. Существующая версия фильма была доснята и смонтирована не указанными в титрах Морисом Пиваром и Лоис Вебер — они удалили и переработали большую часть материала, отснятого Джулианом и Седжвиком, однако снятая Седжвиком концовка осталась.
Лон Чейни сам придумал свой грим и держал его в тайне до самого начала съёмок. Мэри Филбин, игравшая Кристину, впервые увидела его в тот момент, когда сняла маску — её крик испуга в фильме был ненаигранным, и второго дубля не понадобилось. Руперту Джулиану однажды стало настолько страшно, что он невольно охнул и прервал сцену. Тайну этого грима Чейни унёс с собой в могилу, хотя многие специалисты-гримёры (включая также и его сына) пытались восстановить этот спецэффект с помощью каркасиков, целлулоидных тампонов, оттягивания век специальными каплями и зубных протезов, но безрезультатно. Во многом этим неудачи происходили из-за невозможности повторить естественную острохарактерную внешность и форму головы самого актёра, имитация которых выглядела скорее комично, чем пугающе. Так, в биографическом фильме «Человек с Тысячью Лиц» Джеймсу Кэгни (исполнявшему роль Лона Чейни) для съёмок эпизода о «Призраке Оперы» после нескольких неудачных попыток повторить оригинал наклеили маску поверх лица, так сильно, что он едва мог говорить. Кроме того, Чейни в прямом смысле шёл ради искусства на жертвы, проявляя изрядную выдержку и зачастую используя для достижения эффекта очень болезненный грим, который после принятия профсоюзных законов в 1930-х ни кинематографисты, ни сами актёры попросту не решались использовать. В фильме «Лондон после полуночи» Чейни использовал для своего Гипнотизера два зубных протеза — деревянный и сделанный из настоящих акульих зубов. Однако носить его дольше 10-15 минут было невозможно, потому что сводило челюсть. В фильме Уильяма Кастла «Мистер Сардоникус» (1961) невозможность носить зубной протез дольше 10 минут также вынудила наклеить актёру Гаю Рольфсу чудовищный оскал поверх его собственного рта.
В 1929 году фильм был полностью переснят (именно переснят, фактически сделан заново) в тех же декорациях и с теми же актёрами. Были озвучены некоторые диалоги, окрашены некоторые сцены. Фильмы 1925 и 1929 годов очень похожи, но не идентичны. В частности, сцена снятия маски — в фильме 1925-го Эрик лишь искажается в ужасе от того, что его разоблачили, а в звуковой версии он кричит, широко оскалив рот.
Как утверждалось в публикациях, появившихся во время выхода фильма, в фильме 1929 года присутствовало 17 минут цветной съёмки. Сцены постановки «Фауст (опера)Фауста» и бала-маскарада были выполнены с использованием ранней двухцветной версии Technicolor. До нашего времени дошла только последняя. Утерянными оказались съёмки в технологии Prizmacolor и те кадры, где плащ Призрака и крыша оперы были покрашены в красный цвет с использованием ручной колоризации. Эти кадры были восстановлены лишь в 1996 году с помощью компьютерных технологий. В фильме также широко использовалось тонирование в различные цвета (жёлтый, синий, зелёный, красный).

## Влияние
- Знаковый кадр с лицом Эрика использован в качестве одной из фотографий преступников в фотокартотеке Шерлока Холмса в фильме Игоря Масленникова «Шерлок Холмс и доктор Ватсон»